# Yuri Ribeiro
Yuri Oliveira Ribeiro (* 24. Januar 1997 in Vieira do Minho) ist ein portugiesischer Fußballspieler, der seit August 2024 beim portugiesischen Erstligisten Sporting Braga unter Vertrag steht. Der aus der Nachwuchsarbeit von Benfica Lissabon stammende linke Außenverteidiger ist ehemaliger portugiesischer Juniorennationalspieler.

## Karriere

### Verein
Der in Vieira do Minho geborene Yuri Ribeiro begann im Alter von neun Jahren mit dem Fußballspielen bei Escola Os Craques. Im Jahr 2010 wechselte er in die Jugendabteilung von Sporting Braga und vier Jahre später schloss er sich der Nachwuchsakademie von Benfica Lissabon an. In der Saison 2012/13 gewann er mit den B-Junioren die nationale Meisterschaft. Sein Debüt für die Reservemannschaft Benfica Lissabon B in der LigaPro bestritt er am 29. Mai 2015 (46. Spieltag) beim 2:1-Heimsieg gegen Vitória Guimarães B, als er in der Startformation stand. In der Rückrunde der folgenden Spielzeit 2015/16 drang er als Ersatz für den verletzten Pedro Rebocho in die Startformation vor und bestritt 16 Ligaspiele. Am 14. Dezember 2016 debütierte er beim 3:0-Auswärtssieg gegen den Real SC im Taça de Portugal in der ersten Mannschaft. In dieser Saison 2016/17 absolvierte der linke Außenverteidiger 30 Ligaeinsätze für die Reserve in der zweithöchsten portugiesischen Spielklasse und zwei Pokaleinsätze für die erste Mannschaft.
Am 30. Juni 2017 wechselte Yuri Ribeiro auf Leihbasis für die gesamte Saison 2017/18 zum Erstligisten Rio Ave FC. Am 7. August 2017 (1. Spieltag) debütierte er beim 1:0-Heimsieg gegen Belenenses Lissabon für den Verein aus der nordportugiesischen Stadt Vila do Conde. Am 21. Januar 2018 erzielte er beim 2:0-Heimsieg gegen Boavista Porto sein erstes Tor im portugiesischen Profifußball. In dieser Spielzeit 2017/18 kam er in 25 Ligaspielen zum Einsatz, in denen er ein Tor erzielte und fünf weitere Treffer assistierte.
Zur nächsten Saison 2018/19 kehrte Ribeiro zu Benfica zurück und unterzeichnete einen Fünfjahresvertrag. Zu seinem Ligadebüt in der ersten Mannschaft reichte es jedoch auch in dieser Spielzeit nicht aus und er kam nur in sieben Pokalspielen auf nationaler und internationaler Ebene zum Einsatz.
Am 8. Juli 2019 wechselte Yuri Ribeiro zum englischen Zweitligisten Nottingham Forest. Dort traf er auf seine ehemaligen Teamkollegen João Carvalho und Alfa Semedo. Letzterer wechselte am selben Tag in einem einjährigen Leihgeschäft zu den Tricky Trees. Bei seinem neuen Verein musste er sich zuerst hinter Jack Robinson anstellen. Sein erstes Spiel in der Championship bestritt er am 14. September 2019 (7. Spieltag) beim 1:0-Auswärtssieg gegen Swansea City. In der Hinrunde war er in der linken Außenverteidigung hinter Robinson der Ersatzspieler und bestritt sieben Ligaspiele. Nach dessen Abgang zu Sheffield United wurde er von Cheftrainer Sabri Lamouchi in die Startformation befördert. Insgesamt bestritt er in seiner ersten Saison bei den Garibaldi Reds 27 Ligaspiele. Aufgrund einer Schwächephase zum Ende dieser verpasste er mit Forest einen Platz in den Aufstiegs-Play-offs.
Im August 2021 wechselte er in die polnische Ekstraklasa zu Legia Warschau.
Im August 2024 folgte ein Transfer zu Sporting Braga.

### Nationalmannschaft
Für die portugiesische U16-Nationalmannschaft bestritt er von 2012 bis 2013 zehn Länderspiele. Im Mai 2014 nahm er mit der U17 an der U17-Europameisterschaft 2014 in Malta teil, wo er in allen vier Spielen der Auswahl zum Einsatz kam. Insgesamt bestritt er 15 Spiele für die U17, in denen er ein Tor erzielte. Von Februar bis Juni 2015 absolvierte er fünf Länderspiele für die U18.
Seit September 2015 war er für die U19 zum Einsatz. Im Juli 2016 nahm er mit dieser Auswahl an der U19-Europameisterschaft 2016 in Deutschland teil. Beim Turnier kam er in allen vier Spielen zum Einsatz.
Von November 2016 bis Juni 2017 spielte Yuri Ribeiro 10-mal für die U20. Im Sommer 2017 nahm er an der U20-Weltmeisterschaft in Südkorea teil, wo er alle fünf Länderspiele bestritt. Bereits im September 2016 war er für die U21 im Einsatz und absolvierte bis November 2018 13 Länderspiele.

## Erfolge
- Taça de Portugal: 2016/17

## Persönliches
Yuri Ribeiros älterer Bruder Romeu ist ebenfalls professioneller Fußballspieler, stammt wie Yuri aus dem Nachwuchs Benfica Lissabons und ist seit Juli 2016 beim FC Penafiel unter Vertrag.